# Paralcidion bilineatum
Paralcidion bilineatum là một loài bọ cánh cứng trong họ Cerambycidae.